# The Trap
The Trap: What Happened to Our Dream of Freedom 
är en BBC-dokumentärserie av den engelske filmmakaren Adam Curtis, känd för andra dokumentärer som The Century of the Self och The Power of Nightmares. Den började sändas i Storbritannien på BBC 2 den 11 mars 2007.
Serien består av tre entimmesprogram som undersöker begreppet frihet utifrån definitionen ”hur en förenklad bild av människan såsom en varelse, som nästan robotlikt söker efter självförverkligande, ledde till dagens uppfattning om frihet.”

## Avsnitt

### 1. "F**k You Buddy" (11 mars 2007)
I detta avsnitt undersöker Curtis uppsvinget för spelteori under kalla kriget och det sätt på vilket dess matematiska modeller av mänskligt beteende trängde in i det ekonomiska tänkandet.
Programmet spårar utvecklingen av spelteorin speciellt till John Nash som tänkte sig att alla människor var medfött misstänksamma och själviska varelser och handlade utifrån detta. Med denna utgångspunkt konstruerade Nash matematiskt verifierbara logiska modeller för vilka han tilldelades Sveriges Riksbanks pris i ekonomisk vetenskap till Alfred Nobels minne 1994. Han skapade systemspel som återspeglade hans uppfattningar om mänskligt beteende, bland annat ett som han kallade "Fuck Your Buddy" (senare officiellt "So Long Sucker"), där enda sättet att vinna är att bedra sin medspelare. Det är från detta spel avsnittet fått sin titel.
Spel av denna typ fungerade perfekt så länge som spelarna lydde grundreglerna att de skulle handla själviskt, men när analytikerna på Rand Corporation prövade spelet på sina egna sekreterare, valde dessa att varje gång samarbeta i stället för att lura varandra. Detta faktum minskade på intet sätt analytikernas tilltro till modellerna utan bevisade i deras tycke i stället att sekreterarna var olämpliga spelare.
Vad som inte var känt vid denna tid var att Nash led av paranoid schizofreni och därmed var synnerligen misstänksam mot sin omgivning – däribland kollegerna – och övertygad att man konspirerade mot honom. Detta formade hans människosyn och hans teorier. I ett inslag om en äldre och visare Nash erkänner denne att hans paranoida syn på andra vid denna tid var falsk.
Curtis undersöker hur spelteorin användes vid skapandet av USA:s kärnvapenstrategi under kalla kriget. När det inte blev något kärnvapenkrig togs det som intäkt för att spelteorin fungerat väl för upprätthållandet av terrorbalansen.
En annan tråd i dokumentären är psykiatern R. D. Laing som använde spelteori som modell för samspelet inom familjen. Hans slutsats var att människor är medfött själviska och sluga; de utvecklar spontant strategier under sitt dagliga samspel. 
Alla dessa teorier understöddes av ekonomer som Friedrich von Hayek, vars ekonomiska modeller inte lämnade något rum för altruism, utan stödde sig helt och hållet på egenintresset vilket ledde till teorin om public choice. James M. Buchanan, en annan nobelprisad ekonom, ifrågasätter och misskrediterar begreppet ”allmänintresset” och menar att det enbart består av de styrande byråkraternas egenintresse. Buchanan föreslår också att organisationer bör anställa styresmän som enbart har pengar som motivation. Han beskriver dem som motiveras av sådana ”skumma” faktorer såsom tillfredsställelse i arbetet eller känslan av offentlig plikt som ”seloter” 
Vid övergången från 1960- till 1970-talet började Laings teorier och Nash' modeller att flyta samman och skapade en vida spridd folklig föreställning att staten (en surrogatfamilj) helt och fullt var en mekanism för social kontroll som på ett kalkylerat sätt höll makten utanför allmänhetens kontroll. Curtis visar att det var denna föreställning som möjliggjorde tilltron till Hayeks teorier och som stöttade upp Margaret Thatchers föreställning om den fria marknaden. Genom nedmonterandet av så mycket som möjligt av den brittiska staten skulle en form av social jämvikt uppnås genom att tidigare nationella institutioner lades i fria aktieägares händer. Allt detta enligt Nash' matematiska beräkning att, om var och en handlar i eget intresse, skulle det resultera i ett stabilt samhälle, som därtill var ständigt dynamiskt.
Avsnittet slutar med påståendet att detta matematiskt modellerade samhälle kombinerat med övertro på människans själviskhet skapat en ”bur” för västerlänningarna. Hur denna ”bur” exakt är beskaffad diskuteras i nästa avsnitt.

### 2. "The Lonely Robot" (18 mars 2007)
Andra avsnittet tar upp många av idéerna i första men utvecklar temat att droger som Prozac och listor med psykologiska symptom, som visar på ångest eller klinisk depression, användes för att normalisera beteenden och få människor att bete sig mer förutsägbart, precis som maskiner.
Detta presenteras dock inte som en konspirationsteori utan som en logisk (dock oförutsägbar) följd av marknadsdriven självdiagnos genom en checklista baserad på symptom och inte på faktiska orsaker.
Folk med helt vanliga sinnesskiftningar diagnostiserade sig som onormala. De begav sig därefter till psykiatern, uppfyllde de diagnostiska kriterierna utan att lämna personliga bakgrundsfakta, och blev vederbörligen medicinerade. Det förmenta resultatet blev att ett stort antal människor i väst fick sitt beteende och tänkande modifierat av SSRI-läkemedel utan att det var strikt medicinskt nödvändigt.
Ett inslag om Richard Dawkins och hans bok Den själviska genen tas upp för att visa att reduktionistiska idéer om programmerat beteende blivit absorberade av mainstreamkulturen. Ett annat inslag tar emellertid upp rön om att celler kan selektivt replikera delar av DNA. Detta ställer, enligt Curtis, förenklade ekonomiska modeller av människan i tvivel. Vilket leder tillbaka till Hayeks ekonomiska modeller och kalla krigets spelteorier. Curtis förklarar hur spelteorisystemen, genom sin robotaktiga beskrivning av mänskligheten uppbackad av genetiker, fick ett ännu starkare grepp om samhällsingenjörerna. 
Avsnittet beskriver vidare hur Clintonadministrationen underkastade sig marknadsteoretikerna och hur New Labour i Storbritannien gick in för artificiell mätning av olika mål. Så skulle till exempel svält i subsahariska Afrika kunna reduceras med exakt 48 % eller att globala konflikter kunde minska med 6 %. Vidare togs fågelsångsindex fram för att påvisa naturförstöring.
Inom industri och offentlig verksamhet ledde detta tänkande till en överhopning av kvoter och planer. Det var meningen att utförarna skulle ha full valfrihet att implementera dessa mål. Vad dessa spelteorischeman inte förutsåg var att spelarna, inför omöjliga krav, skulle fuska och ger många exempel på detta, bland annat att hjul plockades av rullbårar på sjukhusen för att nå målet att få fram fler sjuksängar.
Ett inslag kallat ”Den sociala mobilitetens död” beskriver hur teorin om den fria marknaden används i skolväsendet för att ge enskilda skolor större autonomi från statlig kontroll för att i fri tävlan sporras att förbättra sina resultat. Vilket lett till att rikare föräldrar flyttat till områden med bättre skolor och lämnat sämre skolor till de fattigare barnen. 
Andra exempel på ett samhälle med rigid stratifiering ges: ökning av inkomstskillnader och att spädbarnsdödlighet i fattigare delar av Storbritannien är två gånger så hög som i mer välmående. 
Curtis' framställning avrundas med observationen att modellen med spelteori och fri marknad nu ifrågasätts av ekonomer, som misstänker att en mer irrationell modell för beteende är mer tillämplig. Faktum är, att i formella experiment, de enda som handlar i enlighet med de matematiska modeller som skapats av spelteorin är ekonomerna själva – och psykopater. 

### 3. "We Will Force You To Be Free" (25 mars 2007)
Sista avsnittet fokuserade på begreppen negativ och  positiv frihet som introducerades på 1950-talet av Isaiah Berlin. Curtis förklarar kort hur negativ frihet kan förklaras som frihet från tvång och positiv frihet som strävan mot att fullfölja sina möjligheter. Tony Blair hade läst Berlins uppsatser i ämnet och skrev i slutet av 1990-talet till honom  och hävdade att negativ och positiv frihet kunde vara ömsesidigt kompatibla  Han fick aldrig något svar, eftersom Berlin låg på sin dödsbädd.
Avsnittet börjar med en beskrivning av Isaiah Berlins resonemang om negativ och positiv frihet (Two Concepts of Liberty) och dennes åsikt att negativ frihet skulle vara den säkrare av dem båda, eftersom den saknade tvång. Många politiska grupperingar har ju i tidens lopp tillgripit våld för att genomföra sin frihetssyn.
Ett exempel är Franska revolutionen som slutade med skräckväldet. På samma vis med Ryska revolutionen där man ville ersätta den gamla ordningen med ett samhälle där alla var lika. Och som slutade i en totalitär regim som använde våld för att nå sina mål.
Användande av våld, inte bara som ett medel att förverkliga sina mål, utan också som ett uttryck för frihet, utvecklades som en teori av Frantz Fanon, inspirerad av Jean-Paul Sartres yttrande att terrorismen ”är ett fruktansvärt vapen men de fattiga förtryckta har inget annat”. Dessa åsikter återspeglas till exempel i filmen ”Slaget om Alger”.
Som konsekvenser av negativ frihet å andra sidan framförs ”chockterapin” i Ryssland under Boris Jeltsin, som raserade det sociala skyddsnätet och orsakade att vanligt folk inte längre kunde betala för basvaror med en eskalerande ekonomisk kris som följd.
Samtidigt såldes tidigare statsägda industrier till privata företag för en spottstyver. Detta ledde till uppkomsten av oligarkerna och en polarisering av samhället mellan fattiga och superrika. Detta ledde indirekt till ett mer autokratiskt styre under Vladimir Putin, vilket var mindre fritt men lovade folk värdighet och grundläggande levnadsvillkor.
På samma sätt användes en ännu mer extrem ”chockterapi” i Irak efter Saddam. Avlägsnandet av alla baath-tjänstemän från styret och införandet av de förenklade ekonomiska modeller av mänskligt beteende som presenterats i de tidigare avsnitten ledde omedelbart till upplösandet av det irakiska samhället och uppkomsten av två stridande autokratiska rörelser, den ena baserad på sunni-baathistiska ideal och den andra på revolutionär shiafilosofi.
Curtis tar också upp 1980-talets neokonservativa agenda. Liksom Sartre hävdade de att våld ibland skulle vara nödvändigt för att uppnå målet. De önskade dock att sprida vad de beskrev som demokrati. Curtis citerar dåvarande utrikesministern Alexander Haig som sade att ”vissa saker är värda att kämpa för”. Emellertid, menar Curtis att deras samhällssyn syftade mot frihet, men gav ingen sann frihet. Trots att de neokonservativa tvingade Pinochetregimen i Chile och Marcosregimen på Filippinerna att hålla demokratiska val, ledde dessa förändringar mot demokrati bara till att en elit ersatte en annan, och att klyftan mellan dem som hade makt och rikedom och dem som inte hade det fanns kvar. Den frihet som gavs var alltså ett relativt smalt begrepp.
De neokonservativa ville också störta sandinisterna i Nicaragua som betraktades som tyranniska, destabiliserande och ett hot mot USA:s säkerhet. Följaktligen stöddes antikommunistiska rebeller, Contras, som Curtis fastslår utförde många brott mot mänskliga rättigheter, däri inbegripet tortyr och mord på civila. USA-regeringens stöd till Contras hade stoppats av kongressen och andra sätt användes för att fortsätta finansieringen, såväl knarksmuggling som Iran-Contras-affären.
Curtis använder detta som ytterligare ett exempel på hur de neokonservativa fallit i den fälla som Berlin hade förutsett. Trots att de ville sprida negativ frihet, eftersom de såg sin ideologi som en absolut sanning, kunde de rättfärdiga användandet av tvång och lögner för att stödja våldshandlingar.
Sådant tillvägagångssätt resulterade inte alltid i uppnående av neokonservativa mål och verkliga överraskningar dök plötsligt upp. Curtis granskar den väststödda Shahregimen i Iran och hur blandningen av Sartres frihetsbegrepp och Shiafilosofi ledde till revolution. Efter att ha varit en  harmlös filosofi om accepterande av den sociala ordningen blev shia-islam i revolutionärers som Ali Shariatis och Ayatollah Khomeinis tänkande till en verkningsfull kraft att störta tyranniet. 
Programmet granskade vidare Tony Blairs regering och dess roll i förverkligandet av sin vision om ett stabilt samhälle. Curtis hävdar att Blairregeringen faktiskt skapade motsatsen till frihet. Den frihetstyp man skapade saknade helt och hållet betydelse. Den militära interventionen i Irak provocerade terroraktioner i Storbritannien och dessa aktioner användes i sin tur till att rättfärdiga restriktioner i friheten.
Sammanfattningsvis vill avsnittet förmedla att om man följer den negativa frihetens spår till dess logiska slutsatser, som västliga regeringar gjort de senaste 50 åren, resulterar det i ett samhälle utan mening befolkat av själviska robotar och att det finns ett visst värde i positiv frihet genom att den medger folk att sträva efter att förbättra sig och sina levnadsvillkor.
De avslutande minuterna fastslår att, om västerlänningar någonsin hittar ut ur ”fällan”, som den beskrivits i serien, skulle de behöva inse att Isiah Berlin hade fel och att inte alla försök att förändra världen till det bättre nödvändigtvis leder till tyranni.

## Mottagande
Ekonomen Max Steuer kritiserade dokumentären för att romantisera det förflutna och förvanskar de idéer den avser att förklara. Curtis antydde till exempel att Buchanans och andras teorier om public choice gjorde statstjänstemän elakt själviska, snarare än att ge en objektiv redogörelse.
I New Statesman hävdade Rachel Cooke att serien inte gav ett sammanhängande budskap. Hon menade att, alltmedan hon var glad att Adam Curtis gjorde provokativa dokumentärer, så var han lika mycket propagandist som de han var motståndare till.